# Antoine Galland
Antoine Galland (4. dubna 1646, Rollot – 17. února 1715, Paříž) byl francouzský orientalista, překladatel, specialista na starověké rukopisy a mince, královský starožitník, akademik a učitel na Collège de France. Proslul především překladem sbírky Tisíc a jedna noc. Některé příběhy do této sbírky ovšem i sám napsal, a to ty v Evropě nejznámější: o Aladinově lampě, o Ali Babovi a čtyřiceti loupežnících, nebo příběhy o námořníkovi Sindibádovi.

## Život
Narodil se v rodině drobných rolníků v Pikardii. Ve věku čtyř let osiřel a v 10 letech nastoupil na střední školu v Noyonu, kde se naučil starořecky, latinsky a hebrejsky. Pokračoval ve studiu v Paříži, kde navštěvoval Královskou kolej (která se v roce 1670 stala Collège de France), kde studoval orientální jazyky a zdokonaloval své dovednosti ve starověké řečtině.
V roce 1670 se stal knihovníkem a osobním sekretářem markýze de Nointel, který byl jmenován francouzským velvyslancem v Osmanské říši. V letech 1670 až 1675 doprovázel vyslance na jeho cestách do Thrákie, Makedonie, východní Rumélie, Malé Asie, na Egejské ostrovy, do Iónie, Sýrie a Palestiny. Během cesty získával starověké rukopisy (řecké, arabské, perské a turecké), kupoval ale i medaile a umělecká díla. Naučil se při tom turecky, persky a arabsky. V letech 1672 až 1673 v Konstantinopoli hledal a kupoval rukopisy pro Královskou knihovnu. V roce 1678 navštívil Smyrnu. V letech 1679 až 1688 absolvoval svou třetí cestu do Osmanské říše, když byl pověřen společností Compagnie du Levant, aby se setkal s novým velvyslancem Gabrielem de Guilleragues, a aby shromáždil co nejvíce rukopisů a mincí pro Královský a Colbertův kabinet. Na této třetí a poslední cestě málem přišel o život při zemětřesení ve Smyrně 9. července 1688. Ztratil při tom i mnoho rukopisů. Vyčerpaný se v prosinci 1688 vrátil do Paříže. Bohatství, které přivezl, bylo navzdory komplikacím poslední cesty tak enormní, že byl králem jmenován královským starožitníkem, aby mohl tyto poklady spravovat.
V roce 1701 se stal členem Académie des Inscriptions et Belles-Lettres. Ve stejném roce začal překládat povídky, které se později staly známými jako Tisíc a jedna noc. V roce 1704 si nechal přivézt sbírku povídek z Libanonu, většinou perského původu, které byly na konci 7. století přeloženy do arabštiny. To byl další zdroj sbírky Tisíc a jedna noc. Jeho překlad byl ale poměrně volný, často vynechával celé odstavce, a co bylo nejpozoruhodnější, některé příběhy sám vymýšlel; šlo o jakési variace na orientální témata a styl. Právě tyto Gallandovy příběhy se paradoxně nakonec staly nejznámějšími a Evropané je dodnes považují za „typická vyprávění starého Orientu“. Některé Gallandovy příběhy pocházejí od Hanny Dyâbové, maronitské křesťanky původem z Aleppa, kterou cestovatel Paul Lucas představil Gallandovi 25. března 1709. Dyabová mu pak ústně vyprávěla několik příběhů, které si zapsal. Podle některých výkladů tak některé texty, které bývají připisovány Gallandově vlastní imaginaci, snad pocházejí z tohoto ústního zdroje. V roce 1704 vydal první díl sbírky, který okamžitě zaznamenal velký úspěch. Následující svazky, celkem dvanáct, vycházely postupně až do roku 1717. Přeložil též Korán a indické Bidpajovy bajky.
Od roku 1709 vyučoval arabštinu na Collège de France. Zemřel 17. února 1715 a byl pohřben poblíž kostela Saint-Étienne-du-Mont v Paříži. Všechny své sbírky, rukopisy a bohatství odkázal Francouzské akademii, Francouzské národní knihovně a francouzskému králi.